# يو إف سي على فوكس: لولر ضد براون
يو إف سي على فوكس: لولر ضد براون (بالإنجليزية: UFC on Fox: Lawler vs. Brown)‏ هو حدث لفنون القتال المختلطة نظمته يو إف سي، أُقيم في 26 يوليو 2014، على ساب سنتر في سان خوسيه، كاليفورنيا، الولايات المتحدة.